# 比略德里戈
比略德里戈，是西班牙卡斯蒂利亚-莱昂帕伦西亚省的一个市镇。 总面积9平方公里，总人口139人（2001年），人口密度15人/平方公里。